# 耶拿-奧爾施泰特戰役
耶拿-奧爾施泰特戰役（法語：bataille d'Iéna et d'Auerstadt）發生於1806年10月14日，由拿破崙一世統帥的法國「大軍團」主力與路易·尼古拉·達武元帥的第三軍，分別在耶拿與奧爾施泰特兩處戰場大勝普魯士陸軍，摧毀這支號稱的「歐洲第一強軍」，並挾著勝利的威勢迅速攻佔普魯士王國。
普魯士王國在1805年12月的奧斯特里茨戰役前，曾試圖加入第三次反法同盟，但趕不及提交宣戰書。普魯士在同年12月與法國簽訂同盟，拿破崙開始干預普魯士的內部決策。1806年夏季，當普魯士得知法國打算將屬於普魯士的漢諾威轉交給英國，於8月初動員了軍隊。10月1日，普王腓特烈·威廉三世發出最後通牒，要求拿破崙於10月8日前將部隊撤出萊茵河以西。10月8日，法國「大軍團」越過薩克森邊境。
越過邊境的法軍迅速摧毀並追擊阻攔的聯軍部隊，在13日抵達耶拿一帶。14日，拿破崙率領的主力部隊輕鬆掌握戰局，擊潰霍恩洛厄親王率領的部隊，並打垮前來救援的呂歇爾軍。而同時間，達武元帥寡不敵眾的第三軍卻面對著普魯士的主力部隊，法軍倚托著散兵群戰術與地形不斷阻擋普軍的進攻，在中午時分成功反擊迫使普軍撤退。兩支撤退的普軍部隊在遭遇彼此後陷入混亂，各個單位潰不成軍，被追擊的法軍騎兵不斷打擊。
戰鬥隔日，若阿尚·缪拉、讓·德迪厄·蘇爾特與讓·伯納多特三位法軍元帥開始圍剿敵軍殘部，而拿破崙則率部隊進發柏林。10月27日，拿破崙進入柏林，此時普軍已有4萬人傷亡、16.5萬人被俘， 法軍則大約2萬人傷亡。

## 雙方兵力
雙方軍隊都分成了幾個部分。普軍分成三隊：
- 不倫瑞克公爵所率領的55,000人
- 霍恩洛厄親王率領的38,000人
- 恩斯特·冯·吕歇尔所率領的15,000人

拿破崙在耶拿的主力共96,000人：
- 蘇爾特的第四軍
- 拉納的第五軍
- 內伊的第六軍
- 奧熱羅的第七軍
- 繆拉的騎兵部隊

在北面遠處鄰近奥尔施泰特的地區，亦有貝爾納多特的第一軍（20,000人）和達武的第三軍（27,000人）。

## 概要

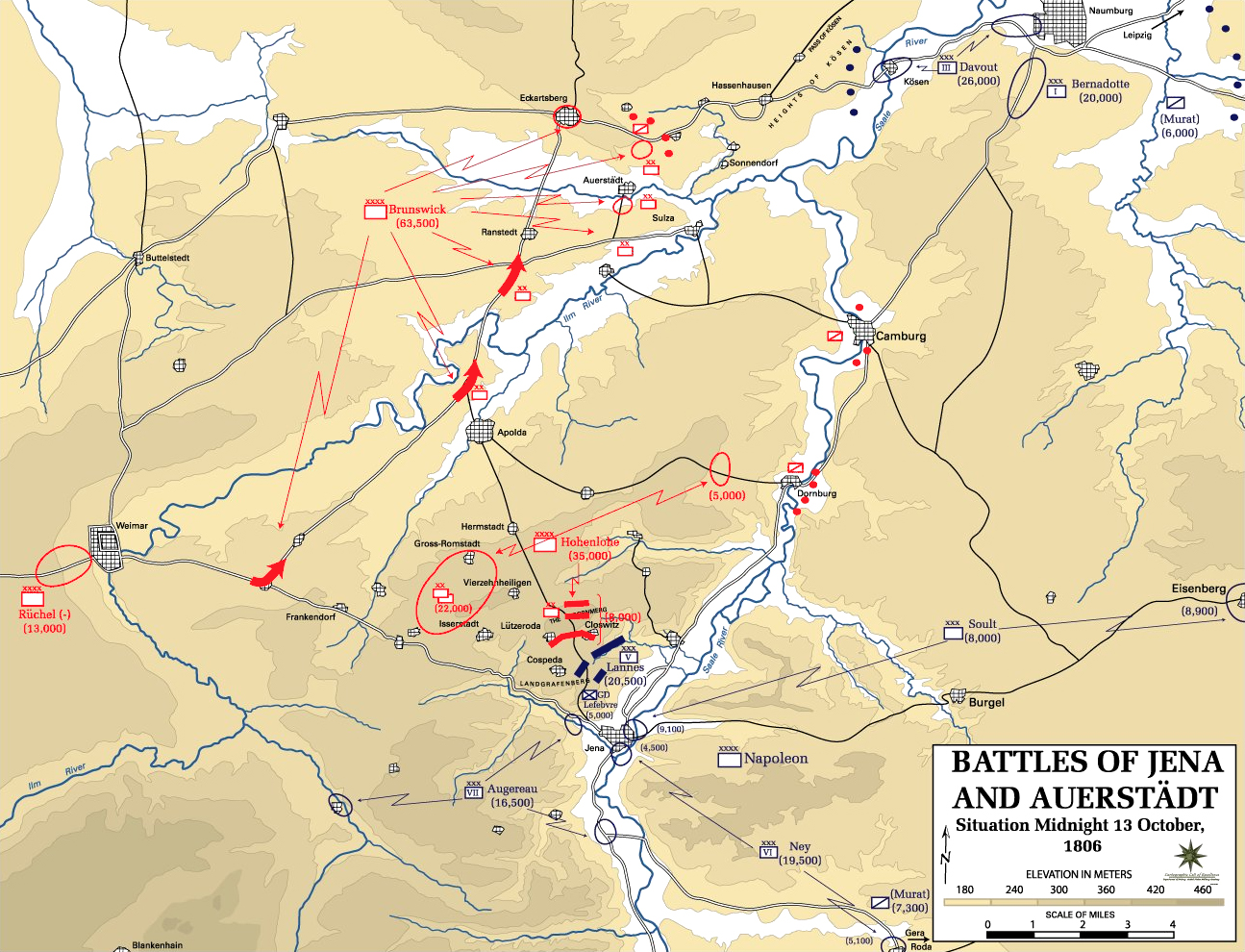
耶拿-奥尔施泰特戰役

戰鬥起始於拿破崙的主力遭遇到霍恩洛厄親王於耶拿附近的部隊。起初拿破崙只有48,000人，但是他小心和靈活的部署令法軍能夠建立一個絕對性的優勢。普軍很遲才發現情況，但仍沒有加快反應速度。在馮·布呂歇尔將軍的15,000人由魏瑪趕來之前，霍恩洛厄親王的部隊已經開拔。然而這是一場激烈的戰鬥，拿破崙亦錯誤相信他正面對普軍的主力部隊。在北面更遠的奥尔施泰特，達武和貝爾納多特同時收到指令趕往支援拿破崙。達武嘗試取道伊卡斯堡;貝爾納多特則取道當恩堡。但是達武往南的去路，被普軍主力55,000人阻擋，包括國王腓特烈·威廉三世、不倫瑞克公爵卡爾·威廉·斐迪南、陸軍元帥馮·莫倫多夫和馮·卡尔克洛伊特等人。接著是一場殘酷的戰鬥。雖然人數上處於二比一的劣勢，但是達武訓練有素、紀律嚴明的第三軍抵住了普軍多次進攻，並且轉守為攻，最後將普軍擊退。雖然貝爾納多特看到達武被普軍阻擋，但他卻沒有加以支援，令他後來被拿破崙斥責。

## 耶拿戰役
普軍計劃

1806年代普軍最大的弱點是其疲弱的指揮系統，一個指揮的職務由多名軍官負責。例如陸軍參謀長分別由三名不同的軍官擔任，包括佩芬將軍、陸軍上校沙恩霍斯特和陸軍上校魯道夫·馬森巴赫。這個混亂的系統導致簡單的指令都變得遲緩和複雜，令最終預備作戰的指令整整遲了一個月才實行。計劃最終將國內的普軍士兵編整成為三個軍團。普軍面臨的另一個障礙就是設計統一的作戰計劃。在軍官討論時，竟出現了五個主要計劃;但更糟糕的是，長時間謹慎的計劃亦令戰役的主導權轉到了法軍身上。因此，普軍的計劃對於法軍活動來說相對被動。
法軍計劃
雖然普軍比法軍早一個月開始動員士兵，但由於第三次反法同盟中的俄國仍拒絕接受和平條約，所以拿破崙亦有保持充足的作戰準備，所以亦能應付普軍。拿破崙構想出一個能迫使普軍與其一決勝負，就像奧斯特里茨戰役一樣能夠預先瓦解普軍攻勢的方法。由於拿破崙的大陸軍有大部份駐紮在現今德國西南部的巴登-符騰堡地區，因此拿破崙決定向東北進攻薩克森和進佔柏林。
戰役開始
耶拿戰役始於傍晚拉納元帥的第五軍遭遇到霍恩洛厄親王率領的38,000名普軍。 
因為有即時的增援，拉納於鄰近敵軍位置的位置紮營等待。在整夜裏，法軍的人數已經提升至最少50,000人。由於有更多的法軍正從路上趕來，所以拿破崙將能夠有90,000名法軍可以待命。

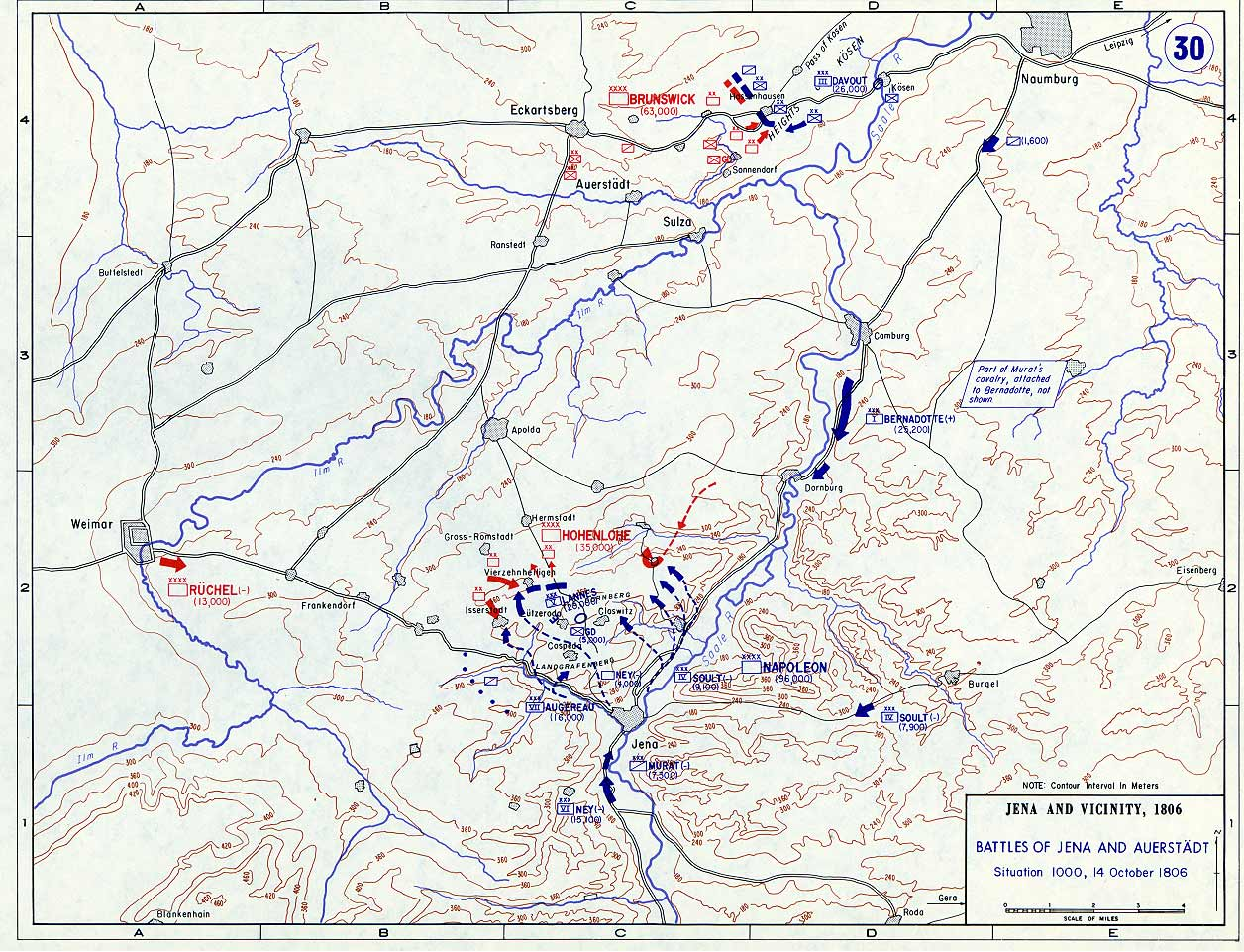
10月14日早上10時的狀況

起初法軍的舉動是想將普軍趕到空曠的地方，令法軍能夠利用本身數量的優勢，雖然普軍激烈抵抗，但是最後法軍仍是成功達到目標。霍恩洛厄親王緊急向鄰近的恩斯特·冯·吕歇尔將軍15,000人請求增援，並希望援軍趕到之前能夠守住法軍的攻擊。
但同時，欠耐性的內伊元帥卻幾乎將拉納元帥和奧熱羅元帥造成的有利戰果完全破壞了。他未經批准，就在中央向普軍發動攻擊。這次攻擊並不配合戰況，作戰雙方亦不能夠理解這次進攻。普軍騎兵的進攻很快就令內伊陷入困境。幸好拉納、貝特朗和眾多的法軍騎兵阻截了普軍，在內伊被包圍之前解救了他。 
下午一時，拿破崙指令了一位將軍進攻普軍，兩小時內精疲力盡的普軍讓步了，逃離戰場，並嘗試避過繆拉騎兵的砍殺。此次戰役雖令拿破崙損失了5,000人，但卻令普軍遭受到25,000人傷亡的慘痛損失。

## 奥尔施泰特戰役
早上6:30分前，埃堤安·古丁將軍率領的法軍正由瑙姆堡行進。7時，行進中的法軍第一獵騎兵中隊於樸比爾（Poppel）村外被普軍騎兵和炮兵阻擋。當步兵團進村時有一股大霧濃罩。當達武察覺普軍之後，他指令古丁將部隊部署於漢森豪森村。
普軍的指揮官是施梅陶元帥。他的一個師正根據指令沿達武行經的路線行進，於科森關（Kösen Pass）阻截達武的攻勢。當施梅陶的部隊正部署攻擊漢森豪森村的時候，布呂歇爾與其騎兵抵達並部署於左方。部署完畢後普軍攻擊古丁的部隊並將其迫回村內。

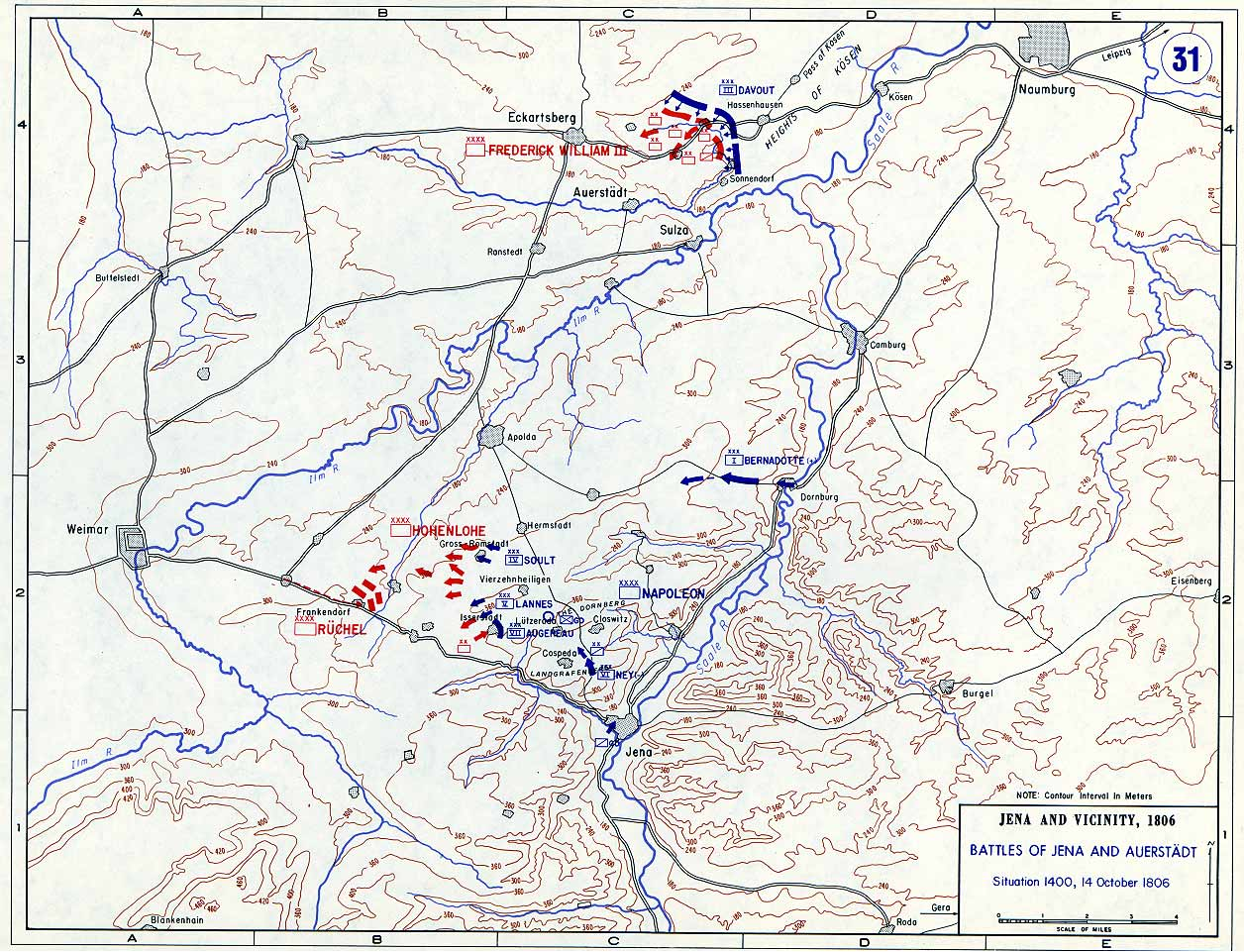
10月14日下午2時的狀況

瓦滕斯勒本元帥與不倫瑞克公爵率領的普軍於八時半抵達，不倫瑞克公爵指令其步兵部署於左翼，騎兵部署於右翼。法軍方面，剩餘的騎兵亦於九時抵達，並部署於古丁的左方。路易斯·佛來恩特將軍與其12磅重火炮則於九時半抵達，排成方陣部署於古丁左方。法軍方陣的進攻迫使布呂歇爾騎兵後退。無其他方法之下，布呂歇爾下令騎兵攻擊。在這個時刻，瓦滕斯勒本的兩個團亦攻擊漢森豪森村。
所有普軍攻勢都失敗了:三個騎兵團都已經發動進攻，步兵亦不斷後退。在這個關鍵時刻，不倫瑞克公爵需要採取激烈的行動。10時前不久，公爵下令全體普軍向漢森豪森村發動進攻。早上十時，受了致命傷的公爵與同樣受重傷的施梅陶元帥被帶離戰場。普軍的指揮因失去了兩名指揮官而迅速瓦解。普軍面臨崩潰的危機。 
布呂歇爾的步兵與奧蘭治親王（後來的威廉一世），於十時半抵達。同時普魯士國王亦作出這日的唯一一個決定，將奧蘭治親王的部隊一分為二，分置於左右兩翼。於法軍一方， 莫宏的一個師亦抵達，並被指派鞏固古丁左翼。11時，達武現在能看到普軍出现动摇，因此他指派步兵進行反攻。很快施梅陶部隊的中央被擊破，被迫退至利斯巴赫河，布呂歇爾的騎兵亦精疲力竭，而瓦滕斯勒本仍嘗試重新集結部隊。普軍意識到敗局已呈，普王亦下令普軍撤退。

## 結果
拿破崙起初並不相信單單只是達武的一個軍團就已经打敗了普軍的主力，因此如此回覆了達武的戰報：「告訴你的元帥再看清楚」。但隨著事件愈來愈明朗化，拿破崙亦難掩喜悅之情。貝爾納多特被嚴厲斥責，後來更被免職 — 即使奥尔施泰特在他聽力所及的範圍，而耶拿亦是行軍範圍之內，他卻沒有聽從拿破崙的命令，他率領的第一軍在兩場戰役中都未發一槍。而達武則被封為奥尔施泰特公爵。耶拿戰役中的英雄拉納，卻未有授以太多的獎賞，可能是因為拿破崙將這次成功視為自己的榮耀。
普魯士方面，不倫瑞克公爵於奥尔施泰特戰役中受到了致命傷，而在接著的數日剩餘的普軍都無法對繆拉的騎兵部隊發動任何有效的反擊。達武10月25日率領他精疲力竭的第三軍進入柏林。霍恩洛厄親王和馮·布呂歇尔將軍率領的普軍分別於10月28日和11月7日投降。雖然普軍偶然會有零星的抵抗，但是拿破崙現時首要的敵人是俄國，導致後來發生了埃勞戰役。

## 影響
戰役的慘敗和《提爾西特條約》的簽訂反映了政治和軍事上仍相當封建的普魯士的諸多弊病，向該國的有識之士展現了進行現代化改革的必要性及紧迫性。一年後，帝国男爵卡爾·馮·斯泰因和奧古斯特·馮·哈登貝格便發起了普魯士改革運動，推動了宪法的制定、廢农奴的废除、鼓勵工商业发展等一系列經濟、社會改革。普鲁士从此走上了工业化和现代化的道路。
一些普魯士主要的軍事改革家例如沙恩霍斯特、格奈森瑙和克勞塞維茨都曾參與戰役。他們的軍事改革與之後持續多年的社會改革，開始了普魯士轉變成為現代國家的過程，逐漸將法國的勢力逐出德意志，成為歐洲大陸上的領導角色。
德國著名哲學家黑格爾，那時是耶拿大學的教授，在戰役激烈進行的時候，他宣佈完成了著作《精神現象學》。黑格爾視這次戰役為「歷史的完結」，即是說人類社會將會趨向我們日後所稱的「自由民主制」。

## 註腳
1. ↑  Bauer 2009，第70頁.
2. ↑  Bodart 1908，第372–73頁.
3. 1 2 3 4  Connelly 2006，第101頁.
4. ↑  Chandler 1966，第488頁.
5. 1 2  Bodart 1908，第372頁.
6. 1 2  Bodart 1908，第373頁.
7. 1 2  Clodfelter 2017，第85頁.
8. ↑  Leggiere 2014，第108頁.
9. ↑  Bodart 1916，第128頁.
10. ↑  Bodart 1908，第376頁.
11. 1 2  Bodart 1908，第377頁.
12. ↑  Bodart 1908，第378頁.

## 其他連結
- 拿破崙戰爭時期的普軍 （页面存档备份，存于）